# Baldomer Cateura i Turró
Baldomer Cateura i Turró (Palamós, 11 de desembre del 1856 – Barcelona, 26 de gener del 1929) va ser un músic català, bandurrista i mandolinista.
Té un carrer dedicat a Palamós.

## Biografia

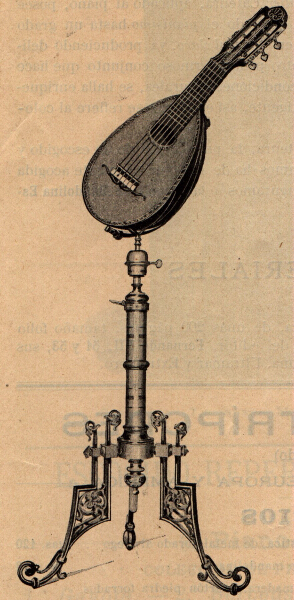
Mandolina Española amb peu

Rebé les primeres nocions de solfeig de mossèn Ramon Marull, i als vuit anys començà a estudiar teoria i piano amb el músic palamosí Antoni Roger. Poc després deixà el piano per la guitarra, instrument que estudià inicialment amb Josep Pou i, posteriorment, de forma autodidacta amb el Nuevo método para guitarra de Dionisio Aguado (primera edició, 1843). També rebé lliçons de música de Josep Rodoreda, a Barcelona. Als 18 anys s'afeccionà a la bandúrria, l'estudià a fons i formà un quartet amb Beltrán, Hernández i Miquel Mas; feren gran nombre de concerts pel nord de Catalunya i el sud de França. Estigué a Madrid per estudiar l'orquestra d'instruments de pua de Manuel Mas, i posteriorment anà a València atret per la fama del concertista de bandúrria Carlos Terrazza, amb qui formà un quintet que va fer concerts en diverses capitals europees.
S'establí a Barcelona, es casà, i el 1887 es dedicà al comerç amb l'agència de la "Compañía Navegazione Generale Italiana", feina que compaginava amb la consecució de les seves inquietuds artístiques. Basant-se en la mandolina milanesa inventà un nou tipus de mandolina (que anomenà Mandolina Española), afinada com una bandúrria però amb cordes simples, que va fer construir a Alemanya i Barcelona. També creà el "piano-pédalier" (1896), un sistema de quatre pedals extres per a piano que permetia obtenir efectes de sonoritat especialment aptes per a l'acompanyament d'instruments de plectre; el presentà en l'Exposició de Belles Arts i Indústries Artístiques de Barcelona i en l'Exposició del Teatre i la Música de París del 1898, amb gran èxit; un incendi a la fàbrica que el feia, però, acabà fent fum de l'invent. L'any 1900 va ser nomenat agent de la companyia d'Assegurances Lloyd's; també era agent de duanes amb locals a Portbou i Cervera de la Marenda i es dedicava a la conservació i noliejament de vaixells.
En el camp teòric va publicar el mètode La escuela de la mandolina (1900), així com moltes obres per a mandolina i per al piano-pédalier: preludis, estudis, capritxos i arranjaments de grans compositors com Gluck, Bach, Mozart, Beethoven. Tingué gran amistat amb el guitarrista Francesc Tàrrega i amb el pianista i compositor Manuel Burgès. El seu alumne Félix de Santos li dedicà l'obra Estudios Artísticos.

## Gravacions
- La peça Soleà de Cateura en el CD The Romantic Mandolin, interpretat per Kizoh Sakakibara -mandolina- i Etsuko Sakakibara -piano- (Japó: Voicelle, 1995. Ref. VXD-95434).